# Nella Martinetti

Nella Martinetti (2010)

Nella Martinetti (1975)

Nella Martinetti (1975)

Nella Martinetti (1975)

Nella Martinetti mit dem Fernsehmoderator Wysel Gyr (1975)

Nella Martinetti (* 21. Januar 1946 in Brissago; † 29. Juli 2011 in Männedorf) war eine Schweizer Sängerin, Komponistin, Texterin von volkstümlichen Schlagern und Schauspielerin aus dem Kanton Tessin.

## Leben
Martinetti sang bereits als Kind mit ihrem Bruder in einem Duo und spielte Gitarre und Akkordeon. Nach der Schule besuchte sie das Lehrerseminar und wurde Kindergärtnerin. In jener Zeit produzierte sie für das Fernsehen im Tessin Kindersendungen und trat auch als Sängerin in Erscheinung. Lotar Olias entdeckt sie und produzierte mit ihr einige Schlager. Dann wandte sie sich der volkstümlichen Musik zu.
Sie bewarb sich 1986 beim ersten Grand Prix der Volksmusik und gewann mit dem selbst komponierten Lied Bella Musica. Es folgten weitere Titel, die sie meist selbst schrieb. Ferner schrieb sie für andere Künstler. Sie schrieb die Texte von zwei Liedern des Komponisten Atilla Şereftuğ für Eurovision Song Contests. Daniela Simmons erreichte mit dem Lied Pas pour moi für die Schweiz den zweiten Platz beim Eurovision Song Contest 1986 in Bergen. Céline Dion gewann mit dem Lied Ne partez pas sans moi den Eurovision Song Contest 1988 in Dublin für die Schweiz.
Nella Martinetti war hin und wieder in volkstümlichen Galas und Fernsehveranstaltungen zu sehen, wenngleich ihre Auftritte aufgrund gesundheitlicher Probleme (Fibromyalgie) seltener wurden und ihr Privatleben eher die Klatschspalten der Regenbogenpresse füllte. Dieser gab sie mehrfach bereitwillig intime Details aus ihrem Privatleben preis. Ferner hatte sie Auftritte in der Soap Lüthi und Blanc sowie im Kinofilm Mein Name ist Eugen. Nella Martinetti lebte in Jona.
Im September 2009 wurde bekannt, dass sie an Bauchspeicheldrüsenkrebs erkrankt war. Sie starb am 29. Juli 2011 im Alter von 65 Jahren im Spital Männedorf. Am 9. August 2011 wurde sie in Brissago beigesetzt.
Erst nach ihrem Tod wurde bekannt, dass Martinetti und ihre langjährige Freundin Marianne Schneebeli ihre Partnerschaft 2009 hatten eintragen lassen.

## Auszeichnungen
- 2008: Ehren-Prix-Walo[6]

## Bekannte Titel
- 1972: Junge, Junge, du bist eine Wucht
- 1983: Bionda, bella bionda
- 1986: Bella Musica
- Glück muss man haben
- La Bella Rosa
- San Bernadino

## Diskografie (Auswahl)
- 1972: Junge, Junge, du bist eine Wucht
- 1983: Die schönsten Tessinerlieder
- 1986: Bella Musica (MC)
- 1990: Nella
- 1994: Die schönsten Tessinerlieder (Folge 2)
- 1997: Nella Bella – es heiters Chrüsimüsi
- 2004: Das Beste aus 30 Jahren
- 2006: Im Bären ist es lustig – Italianità am Obersee

## Filmografie (Auswahl)
- 1975: Ticino, mi piace
- 1977: Te vorrei, Don Lorenzo
- 1980: Nella und Vico wandern singend durch das Maggiatal
- 1981: Locarno, mi Amor – Schwüle Nächte am Lago Maggiore
- 1988: Die Katze vom San Gottardo
- 2005: Mein Name ist Eugen

## Bücher
- Gabriella Baumann-von Arx: Nella Martinetti. Fertig lustig. Zytglogge-Verlag, Gümligen 2000, ISBN 37-2960-609-3.
- Nella Martinetti: Guten Morgen Schmerz! A. Dadò, Locarno 2005, ISBN 88-8281-169-7.
- Nella Martinetti: Basteln mit Nella Martinetti. A. Dadò, Locarno 2010, ISBN 978-88-8281-295-9.

## Dokumentation
- Nella Martinetti – Ein Leben zwischen Applaus und Abgrund. Sendung Reporter im SF 1, 25. August 2010. (26 Min.)